# Ursogastra bimaculata
Ursogastra bimaculata là một loài bướm đêm trong họ Noctuidae.